# Lac Many Island
Le lac Many Island (en anglais : Many Island Lake) est un lac américain dans le comté de Tuolumne, en Californie. Il est situé à 2 234 mètres d'altitude au sein de la Yosemite Wilderness, dans le parc national de Yosemite.